# Норд-Левин, Виктор Бенедиктович
Виктор Бенедиктович Норд (Левин) (род. 23 апреля 1945 года, Одесса) — израильско-американский  кинематографист.  
Наиболее известен благодаря своей режиссерской дебютной работе под названием «Сад», с которой он представлял Израиль в программе "Плодотворное Око" на Каннском кинофестивале 1977 года, на Международном кинофестивале в Сан-Франциско 1977 года и Международном кинофестивале в Торонто 1978 года. 

## Биография

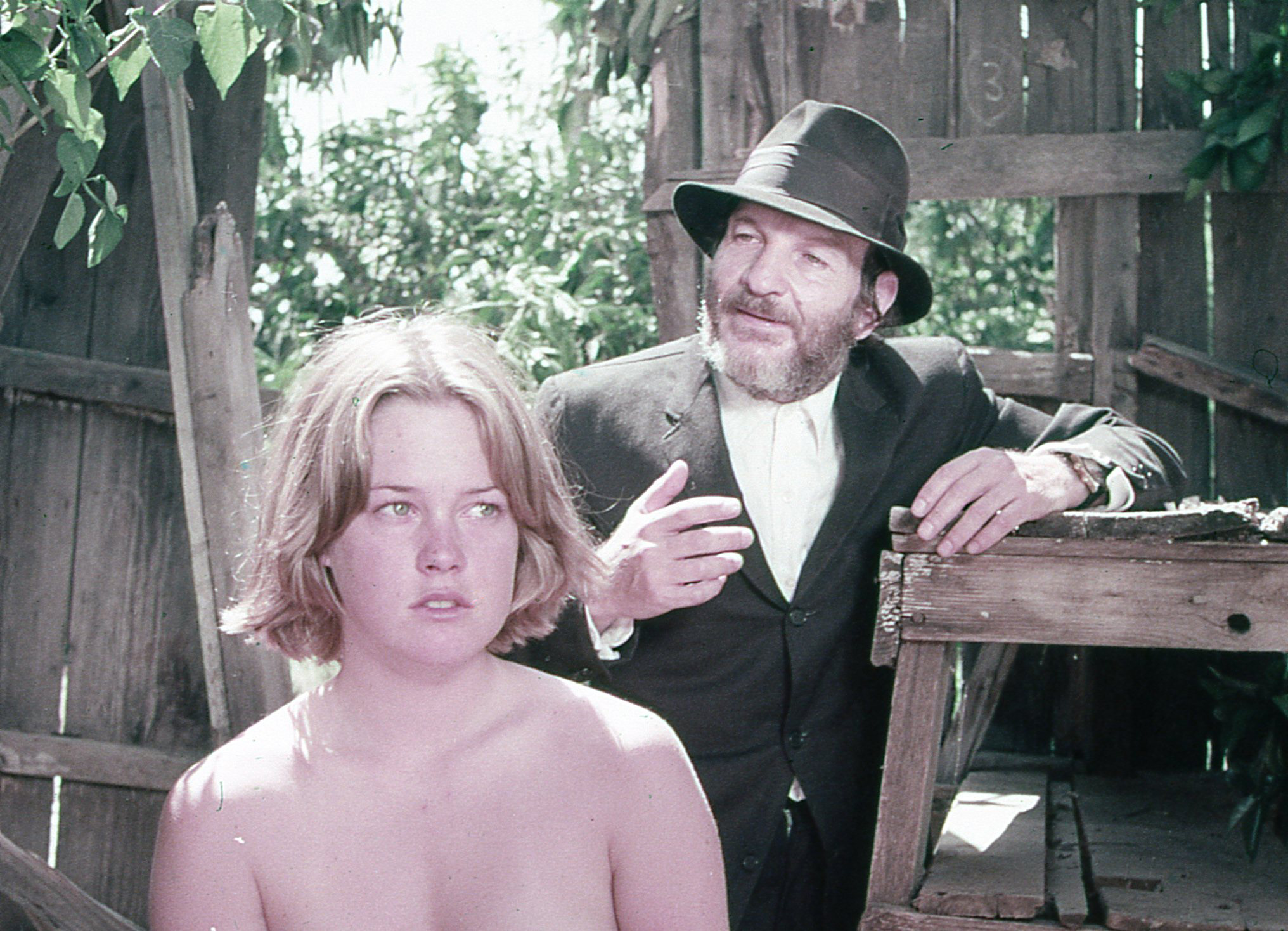
Мелани Гриффит и Шайке Офир в кинокартине «Сад»

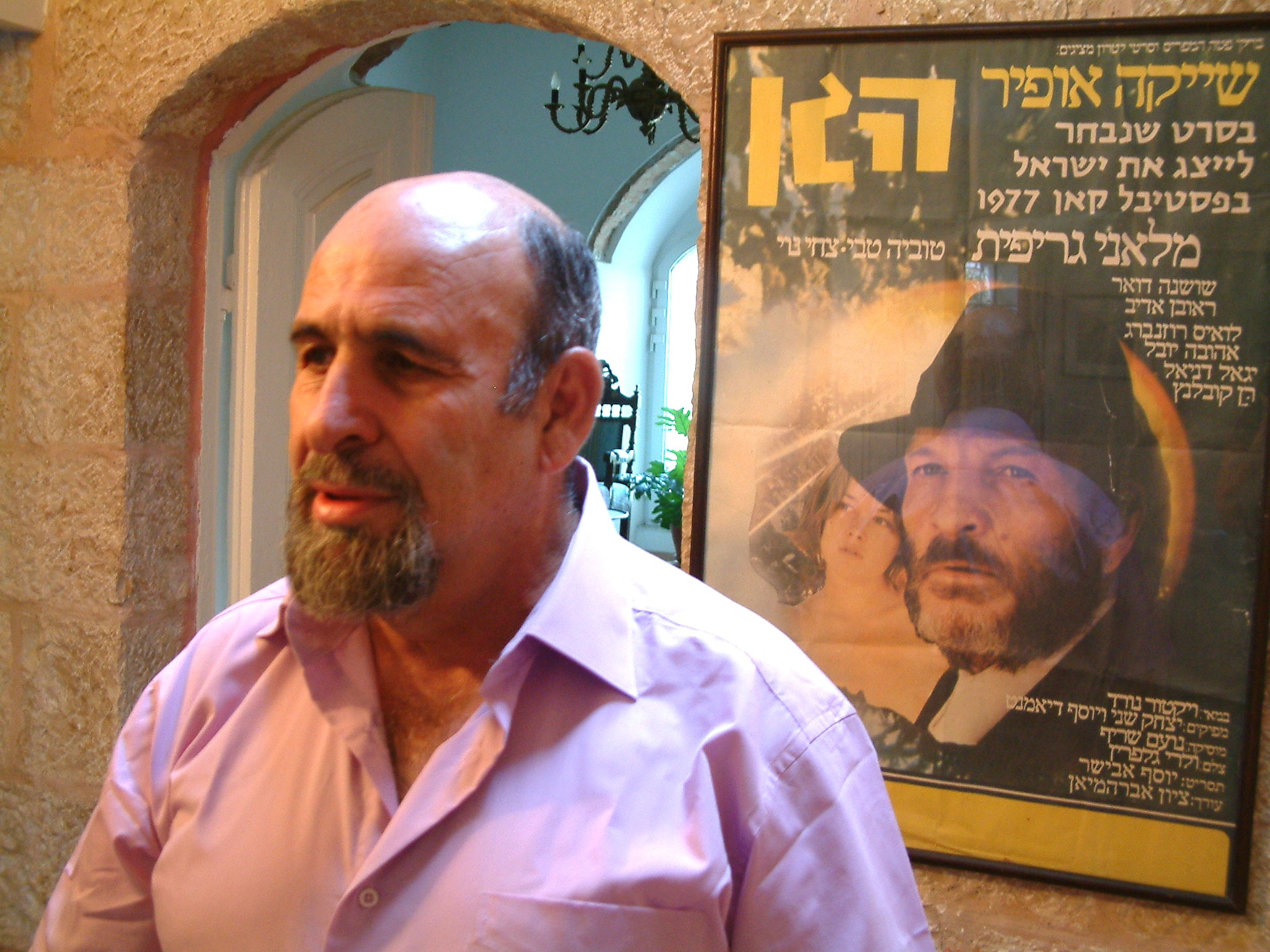
Сценарист рядом с плакатом «Сад» (сентябрь 2003 г.)

Сын театрального режиссёра Бенедикта Наумовича Норда и актрисы Евгении Михайловны Ростовой-Норд (урождённой Евгении Моисеевны Гольденберг, 1916—2001), актрисы и режиссёра-педагога студии художественного слова при Московском городском дворце пионеров и школьников на Ленгорах. 
Эмигрировал в Израиль из Советского Союза в апреле 1973 года после окончания с отличием в 1971 году Всесоюзного государственного института кинематографии. Начал работать ассистентом в кино в Москве, когда ему было всего шестнадцать лет. Решил иммигрировать в Израиль после столкновения с творческими трудностями, связанными с политической цензурой и антисемитизмом, а также с продолжением работы над своими фильмами в СССР. Тем не менее, на родине ему удалось успеть некоторое время поработать ассистентом режиссера в фильме Сергея Бондарчука 1970 года «Ватерлоо» и около года - на фильме Алексея Юрьевича Германа «Проверка на дорогах» ("Операция с Новым годом") 1971 года. Израильские фильмы и телерепортажи Виктора Норда переводились на многие языки и пользовались успехом во многих странах Европы и Америки.   
С 1982 года Виктор Норд проживает и работает в Нью-Йорке. Работал ко-продюсером и редактором телевизионной программы Frontline. (В 1984 году телефильм «Captive in El Salvador», редактором которого он выступил, был удостоен премии Эмми) Был режиссером диалога 12-ти серийного шоу The Comrades (WGBH-TV- Boston).  
Норд также является автором одиннадцати сценариев телевизионных мини-серий (2004―2018) (два - совместно с Джорджем Файфером). В 2014 году впервые выступил как автор теле-романа на русском языке "Непредвиденные последствия" ("ЛУЧ", Москва 2014 г.)  
Женат на Елене С. Норд-Левин, урождённой Шевелевой, и является отцом Бенни Норд-Левина (род. 2001) и Дэвида Норд-Левина (род. 2007).